# レアンドロ・トロサール
レアンドロ・トロサール（Leandro Trossard, 1994年12月4日 - ）は、ベルギー・マースメヘレン出身のサッカー選手。プレミアリーグ・アーセナルFC所属。ベルギー代表。ポジションはFW。

## クラブ経歴

### ベルギー時代
2010年にKRCヘンクの下部組織へ入団。2012年にトップチームへ昇格した。4度のローン移籍を繰り返しながら徐々に頭角を現し、2016-17シーズンから主力に定着。2018-19シーズンには初の2桁得点を挙げ、イングランドやドイツなど国外の多くのクラブからの関心が盛んに伝えられた。同シーズン後半、アレハンドロ・ポスエロ移籍後は主将を務め、ヘンクの8年ぶりのリーグ優勝に貢献した。

### ブライトン
2019年6月26日、ブライトン・アンド・ホーヴ・アルビオンFCと4年契約を締結したことが発表された。2019年8月17日、プレミアリーグのウェストハム戦で先発出場しプレミアリーグデビューを果たすとPA外から強烈なミドルシュートを決めてデビュー戦でプレミアリーグ初ゴールも記録した。
2022年10月1日、プレミアリーグのアウェイ・リヴァプールFC戦においてハットトリックを達成した。リヴァプールのホームスタジアムであるアンフィールドでハットトリック達成は史上3人目となる快挙であった。2023年1月13日、ロベルト・デ・ゼルビ監督が会見で練習を無断で切り上げたためリヴァプールFC戦でメンバー外にすると話しトロサールに不快感を露わにした。これに対して、彼の代理人は2022 FIFAワールドカップ前に本人は延長に前向きであったが契約延長が不成立となったこと、ワールドカップ後に他選手と口論になったがその後コーチは一切話し合いをせずチーム内での彼を取り巻く雰囲気が悪いこと、それまで先発起用が続いていたのにエヴァートンFC戦で突然ベンチスタートとなり不出場に終わったが何の説明もないこと、練習切り上げは脹脛に問題を抱えたためメディカルと相談の上で行ったこと、その後個別練習を命じられチームから除外されたことなどブライトン側に問題があると指摘し移籍が解決策であると反論した。

### アーセナル
2023年1月20日、アーセナルFCへの加入が発表された。背番号は19番を着用。同年1月22日、プレミアリーグのマンチェスター・ユナイテッド戦で途中出場しアーセナルデビューを果たした。2月11日、PL第23節ブレントフォードFC戦でブカヨ・サカのグラウンダークロスにダイレクトで合わせてアーセナル移籍後初得点を決めた。3月12日、PL第27節フラムFC戦において21分にコーナーキックからガブリエウのヘディング弾をアシスト、26分にPA内からクロスでマルティネッリのヘディング弾をアシスト、前半アディショナルタイムに逆サイドのウーデゴールにクロスを上げ得点をアシストとアシストのハットトリックを達成した。アウェイゲームで前半に3アシストはプレミアリーグ初の偉業であった。トロサールはゴールを決めた際、両手を目の周りにあてるというゴールパフォーマンスを行う。このセレブレーションは眼鏡を表しているようにみえるが、本当は彼の子供からの約束であり、スーパーマンのマスクを表しているのである。

## 代表経歴
2010年からベルギーの世代別代表に招集され始め、ユースのメジャー大会出場は経験できなかったが、世代別代表通算28試合に出場した。
2018年9月、ロベルト・マルティネス監督によりベルギー代表に初招集されたが、負傷によって招集を辞退した。それから約2年後の2020年9月5日、UEFAネーションズリーグのデンマーク代表戦にて、80分にドリース・メルテンスとの途中交代でベルギー代表での初キャップを経験した。代表初ゴールは2021年3月30日の2022 FIFAワールドカップ・予選ベラルーシ代表戦で記録し、試合には8-0で大勝した。
2021年5月、UEFA EURO 2020に臨むベルギー代表の登録メンバーに選出された。しかし、本大会ではグループステージ2勝を経てすでに突破が決定したため、消化試合となった第3節のフィンランド代表戦にのみ出場した。
2022年11月10日、2022 FIFAワールドカップに臨む代表メンバーに招集された。背番号は17番を着用した。同大会ではグループステージ第1戦カナダ代表戦、第2戦モロッコ代表戦と終盤の途中出場に留まった。第3戦クロアチア代表戦では先発出場を果たすがスコアレスのまま59分に交代となった。チームは1勝1敗1分と振るわず3位でグループステージを敗退した。

## プレースタイル
高い得点力を有するウィンガー。左右のウィングのほか、10番のポジションでもプレー出来る。

## 個人成績

### クラブ
2023-24シーズン終了時点
| クラブ                | シーズン     | リーグ戦                  | リーグ戦 | リーグ戦 | 国内カップ | 国内カップ | リーグカップ | リーグカップ | 国際大会 | 国際大会 | その他 | その他 | 合計 | 合計 |
| クラブ                | シーズン     | ディビジョン              | 出場     | 得点     | 出場       | 得点       | 出場         | 得点         | 出場     | 得点     | 出場   | 得点   | 出場 | 得点 |
| --------------------- | ------------ | ------------------------- | -------- | -------- | ---------- | ---------- | ------------ | ------------ | -------- | -------- | ------ | ------ | ---- | ---- |
| ヘンク                | 2011-12      | ベルギー・プロ・リーグ    | 1        | 0        | 0          | 0          | -            | -            | 0        | 0        | -      | -      | 1    | 0    |
| ヘンク                | 2012-13      | ベルギー・プロ・リーグ    | 0        | 0        | 1          | 0          | -            | -            | 0        | 0        | -      | -      | 1    | 0    |
| ヘンク                | 2016-17      | ベルギー・プロ・リーグ    | 31       | 6        | 5          | 0          | -            | -            | 16       | 3        | -      | -      | 52   | 9    |
| ヘンク                | 2017-18      | ベルギー・プロ・リーグ    | 17       | 7        | 2          | 1          | -            | -            | -        | -        | -      | -      | 19   | 8    |
| ヘンク                | 2018-19      | ベルギー・プロ・リーグ    | 34       | 14       | 2          | 0          | -            | -            | 11       | 8        | -      | -      | 47   | 22   |
| ヘンク                | 通算         | 通算                      | 83       | 27       | 10         | 1          | -            | -            | 27       | 11       | 0      | 0      | 120  | 39   |
| ロンメル (loan)       | 2012-13      | ファースト・ディビジョンB | 12       | 7        | 0          | 0          | -            | -            | -        | -        | -      | -      | 12   | 7    |
| ウェステルロー (loan) | 2013-14      | ファースト・ディビジョンB | 17       | 3        | 4          | 2          | -            | -            | -        | -        | -      | -      | 21   | 5    |
| ロンメル (loan)       | 2014-15      | ファースト・ディビジョンB | 30       | 16       | 3          | 0          | -            | -            | -        | -        | 6      | 1      | 39   | 17   |
| ルーヴェン (loan)     | 2015-16      | ベルギー・プロ・リーグ    | 30       | 8        | 1          | 0          | -            | -            | -        | -        | -      | -      | 31   | 8    |
| ブライトン            | 2019-20      | プレミアリーグ            | 31       | 5        | 0          | 0          | 0            | 0            | -        | -        | -      | -      | 31   | 5    |
| ブライトン            | 2020-21      | プレミアリーグ            | 35       | 5        | 3          | 0          | 1            | 0            | -        | -        | -      | -      | 39   | 5    |
| ブライトン            | 2021-22      | プレミアリーグ            | 34       | 8        | 1          | 0          | 0            | 0            | -        | -        | -      | -      | 35   | 8    |
| ブライトン            | 2022-23      | プレミアリーグ            | 16       | 7        | 0          | 0          | 1            | 0            | -        | -        | -      | -      | 17   | 7    |
| ブライトン            | 通算         | 通算                      | 116      | 25       | 4          | 0          | 2            | 0            | 0        | 0        | 0      | 0      | 122  | 25   |
| アーセナル            | 2022-23      | プレミアリーグ            | 20       | 1        | 1          | 0          | -            | -            | 1        | 0        | -      | -      | 22   | 1    |
| アーセナル            | 2023-24      | プレミアリーグ            | 34       | 12       | 1          | 0          | 1            | 0            | 9        | 4        | 1      | 1      | 45   | 17   |
| アーセナル            | 通算         | 通算                      | 53       | 13       | 2          | 0          | 1            | 0            | 10       | 4        | 1      | 1      | 67   | 18   |
| キャリア通算          | キャリア通算 | キャリア通算              | 341      | 99       | 24         | 3          | 3            | 0            | 37       | 15       | 7      | 2      | 412  | 119  |

### 代表
出場大会
- ベルギー代表
  - 2020年 - UEFA EURO 2020
  - 2022年 - 2022 FIFAワールドカップ

試合数
2024年3月26日現在
- 国際Aマッチ 32試合 7得点（2020年 - ）[21]

| ベルギー代表 | 国際Aマッチ | 国際Aマッチ |
| 年           | 出場        | 得点        |
| ------------ | ----------- | ----------- |
| 2020         | 3           | 0           |
| 2021         | 11          | 2           |
| 2022         | 10          | 3           |
| 2023         | 6           | 2           |
| 2024         | 2           | 0           |
| 通算         | 32          | 7           |

得点
| # | 開催日        | 開催地                                                     | 対戦国           | スコア | 結果 | 大会                                    |
| - | ------------- | ---------------------------------------------------------- | ---------------- | ------ | ---- | --------------------------------------- |
| 1 | 2021年3月30日 | ルーヴェン、デン・ドリーフ                                 | ベラルーシ       | 3-0    | 8-0  | 2022 FIFAワールドカップ・ヨーロッパ予選 |
| 2 | 2021年3月30日 | ルーヴェン、デン・ドリーフ                                 | ベラルーシ       | 7-0    | 8-0  | 2022 FIFAワールドカップ・ヨーロッパ予選 |
| 3 | 2022年3月29日 | ブリュッセル、コンスタン・ヴァンデン・ストックスタディオン | ブルキナファソ   | 2-0    | 3-0  | 親善試合                                |
| 4 | 2022年6月8日  | ルーヴェン、ボードゥアン国王競技場                         | ポーランド       | 3-1    | 6-1  | UEFAネーションズリーグ2022-23・リーグA  |
| 5 | 2022年6月8日  | ルーヴェン、ボードゥアン国王競技場                         | ポーランド       | 4-1    | 6-1  | UEFAネーションズリーグ2022-23・リーグA  |
| 6 | 2023年9月12日 | ルーヴェン、ボードゥアン国王競技場                         | エストニア       | 2-0    | 5-0  | UEFA EURO 2024予選                      |
| 7 | 2023年9月19日 | ルーヴェン、ボードゥアン国王競技場                         | アゼルバイジャン | 5-0    | 5-0  | UEFA EURO 2024予選                      |

## タイトル

### クラブ
ヘンク
- ベルギー・ファースト・ディビジョンA：2018-19
- ベルギーカップ：2012-13

ウェステルロー
- ベルギー・セカンド・ディビジョン：2013-14

アーセナルFC
- FAコミュニティ・シールド：1回 (2023)